# Gobernador de Sebastopol
El Gobernador de la ciudad de Sebastopol (en ruso: Губернатор города Севастополя; en ucraniano: Губернатор міста Севастополя) es el jefe del ejecutivo de la ciudad de Sebastopol. La oficina del gobernador administra todos los servicios de la ciudad, la propiedad pública, la policía y protección contra incendios, la mayoría de los organismos públicos, y hace cumplir todas las leyes municipales y estatales dentro de la ciudad.
La oficina del gobernador se encuentra en la calle Lenin. Tiene jurisdicción sobre todos los distritos de Sebastopol. El gobernador nombra a un gran número de funcionarios, incluidos los directores que dirigen departamentos de la ciudad y sus vicegobernadores.
Antes de la anexión de Sebastopol a Rusia, el administrador de la ciudad era nombrado como Presidente de la Administración del Estado Ciudad de Sebastopol, y, a menudo referido como el alcalde de Sebastopol. Durante este período en el que Sebastopol funcionó como una ciudad con estatus especial dentro de Ucrania, el administrador de la ciudad fue nombrado por el Presidente de Ucrania. El estado de la península de Crimea se encuentra actualmente en disputa entre Rusia y Ucrania. A partir de la administración rusa el alcalde recibe el cargo de "Gobernador".
El primer alcalde fue el vicealmirante Pável Pereleshin, a partir de 1872. Pereleshin comenzó la reconstrucción de la ciudad después de la guerra de Crimea.

## Lista de Gobernadores
| # | Nombre | Nombre | Nombre                    | Inicio del mandato  | Final del mandato   | Partido político |
| - | ------ | ------ | ------------------------- | ------------------- | ------------------- | ---------------- |
| 1 |        |        | Alekséi Chaly (1961)      | 1 de abril de 2014  | 14 de abril de 2014 | Rusia Unida      |
| 2 |        |        | Serguéi Meniailo (1960)   | 14 de abril de 2014 | 28 de julio de 2016 | Rusia Unida      |
| 3 |        |        | Dmitri Ovsiannikov (1977) | 28 de julio de 2016 | 11 de julio de 2019 | Rusia Unida      |
| 4 |        |        | Mijaíl Razvozhayev (1980) | 11 de julio de 2019 | Actualidad          | Rusia Unida      |